# Al-Muthanna
Pour les articles homonymes, voir Al-Muthanna (homonymie).
La province d'Al-Muthanna (arabe : muḥāfaẓa al-muṯannā, محافظة المثنى) est une des 19 provinces d'Irak.
Avant 1976, elle était une partie de la province de Diwaniya qui englobait aussi les provinces actuelles d'An-Najaf et d'Al-Qadisiyya.

## Géographie
Cette province contient les vestiges de Sumer et d'Uruk. C'est le nom de cette cité antique qui a possiblement donné son nom au pays actuel l'Irak.
La province souffre d’une pénurie chronique d’eau et de nombreux habitants vivant de l’agriculture sont en conséquence passés sous le seuil de pauvreté. L’analphabétisme et le chômage ont augmenté, tandis que les indicateurs de pauvreté atteignent 52 % en 2021, soit le taux le plus élevé parmi les gouvernorats d’Irak.

### Districts
| District   |         | Capitale   |         |
| ---------- | ------- | ---------- | ------- |
| As-Samawa  | السماوة | As-Samawa  | السماوة |
| Ar-Rumitha | الرميثة | Ar-Rumitha | الرميثة |
| As-Salman  | السلمان | As-Salman  | السلمان |
| Al-Khidhir | الخضر   | Al-Khidhir | الخضر   |